# Ocaña (Colombia)

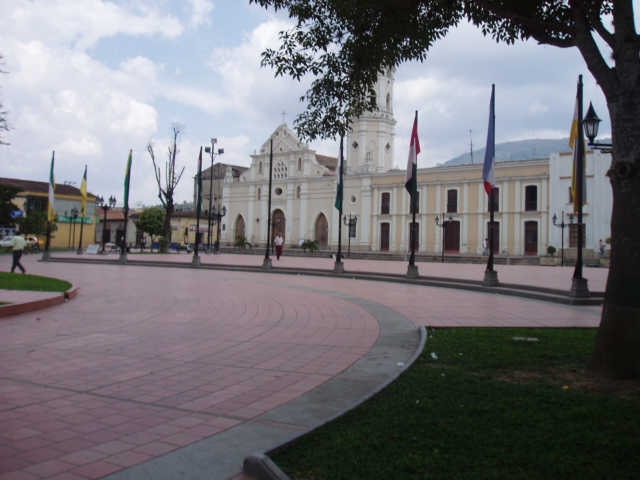
Park in Ocaña

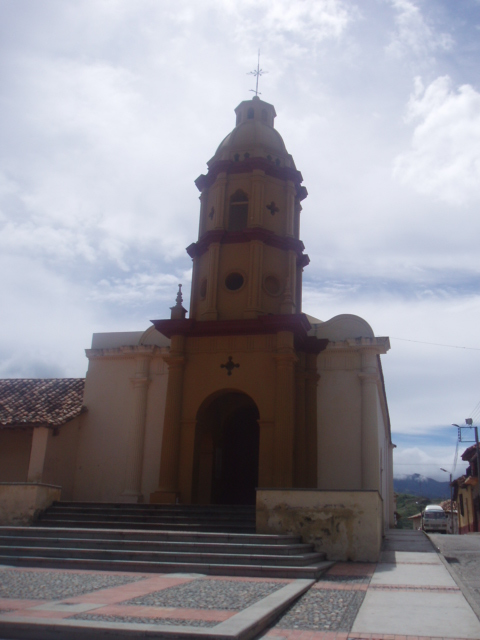
Iglesia de San Francisco

Ocaña is een gemeente in het Colombiaanse departement Norte de Santander. De gemeente telt 104.606 inwoners (2005). In 1993 waren dat er nog 74.881.
De hoofdplaats van de gemeente is de gelijknamige plaats Ocaña, die in 1570 werd gesticht.
De plaats is de zetel van het rooms-katholieke bisdom Ocaña.

## Geboren
- Miguel Prince (1957), voetballer en voetbalcoach

- Bibliothèque nationale de France: cb12337675t (data)
- Library of Congress Control Number: n84030457
- Nationale Bibliotheek van Israël: 987007557496405171
- Système universitaire de documentation: 164757791
- Virtual International Authority File: 147793246
- WorldCat: E39PBJxCB8wmqrr6FfW8rYWFKd

Abrego · Arboledas · Bochalema · Bucarasica · Cáchira · Cácota · Chinácota · Chitagá · Convención · Cúcuta · Cucutilla · Durania · El Carmen · El Tarra · El Zulia · Gramalote · Hacarí · Herrán · La Esperanza · La Playa · Labateca · Los Patios · Lourdes · Mutiscua · Ocaña · Pamplona · Pamplonita · Puerto Santander · Ragonvalia · Salazar de las Palmas · San Calixto · San Cayetano · Santiago · Sardinata · Silos · Teorama · Tibú · Toledo · Villa Caro · Villa del Rosario